# Lingen (Ems)
Lingen város Németországban, Alsó-Szászország nyugati részén, az Ems mellett. A megye legnagyobb városa.

## Fekvése
Osnabrücktől északnyugatra, az Ems folyó partján fekvő település.

## Története

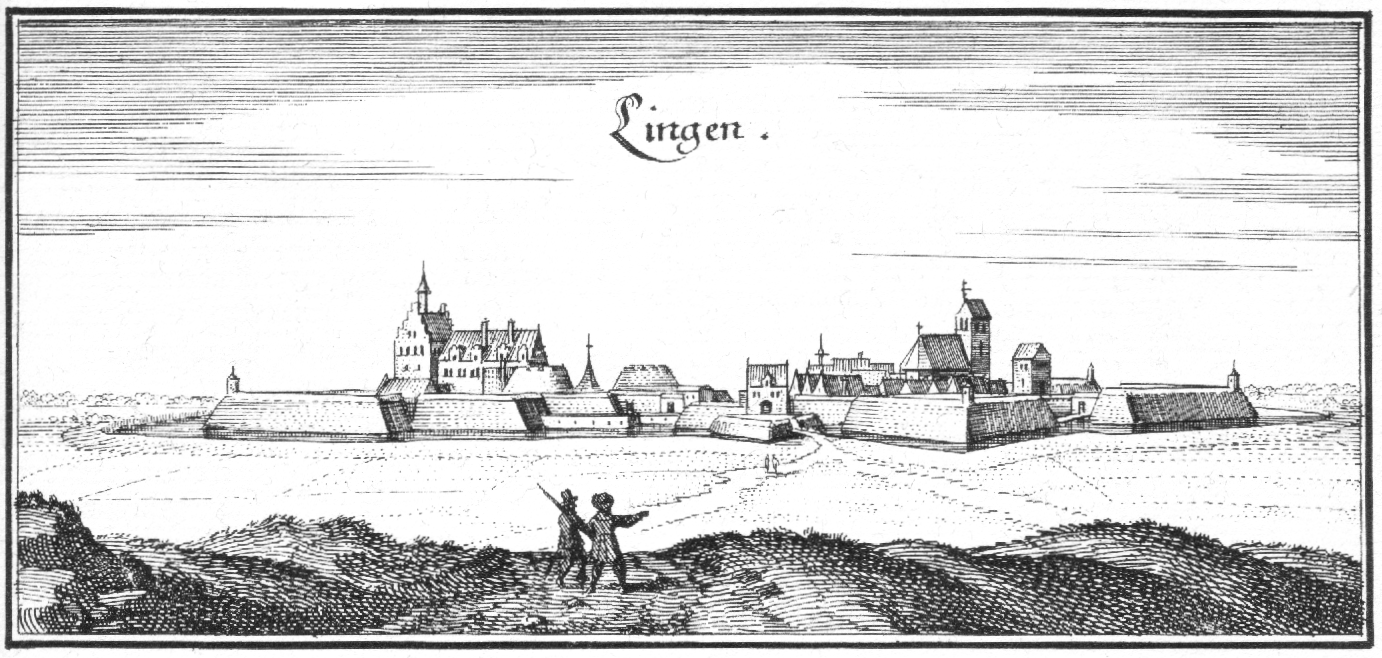
Lingen egy régi metszeten

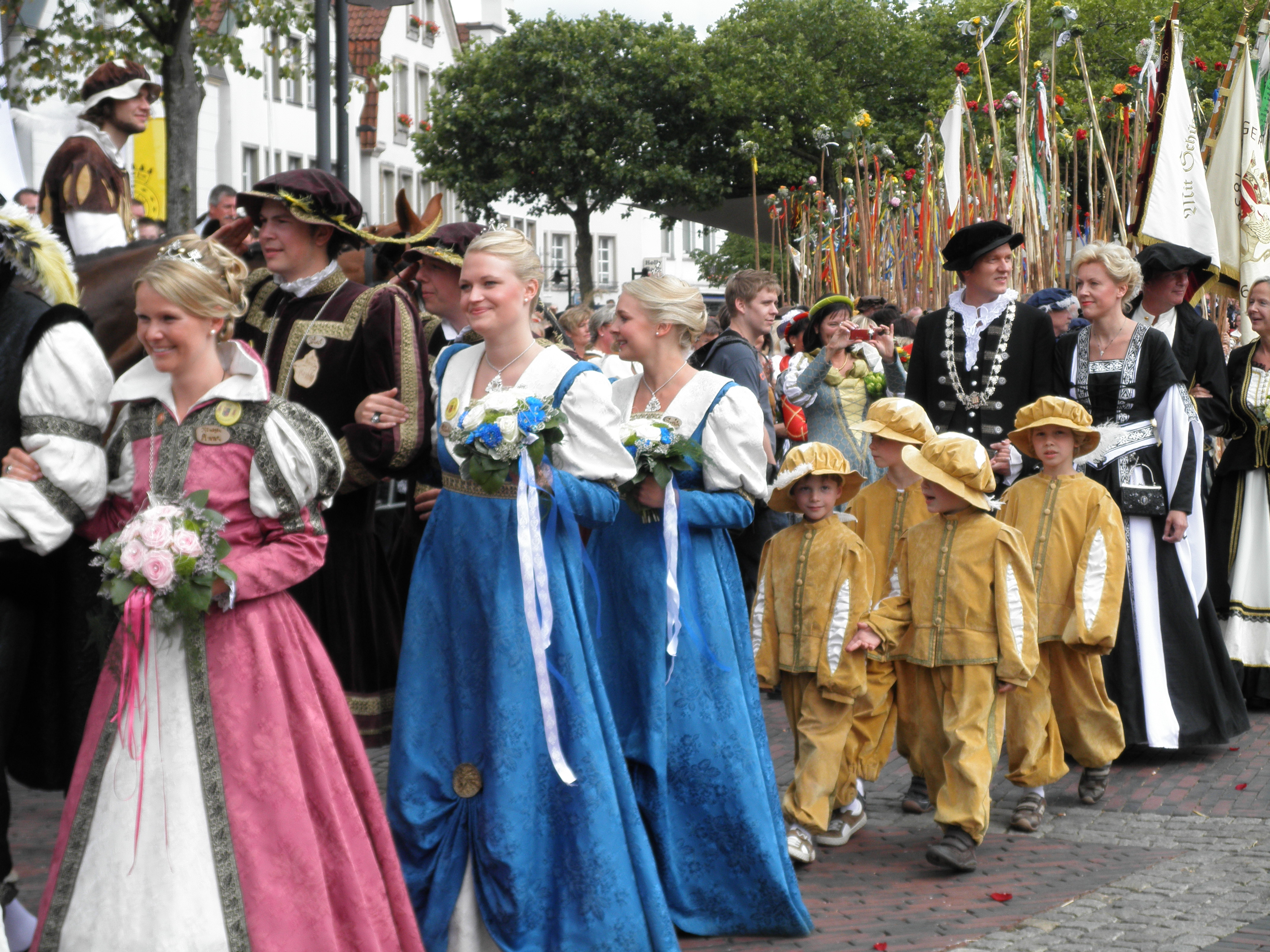
A városban 1372 óta hagyományosan megrendezett majálisok egyike

A város már Tacitus római történetíró leírásában is szerepelt; akinek elbeszélése szerint itt az Ems folyó mellett a germán ampsivarius (germán "Ems-men") törzs telepedett le.
Nevét 975-ben említette először oklevél. 1327-ben kapott városi rangot. A münsteri püspökség és a Tecklenburg grófi család évszázadokon át marakodott érte. 1394-ből való a három tornyot ábrázoló Lingener címer.
Lingen a 20. század elejéig szerény mezőváros volt. Rohamos fejlődése csak a második világháború után indult meg a környező települések hozzácsatolásával. Lingennek a 2013 december 31-ei népszámlálási adatok szerint 52.158 lakosa volt.
Az Ems folyó partján épült városnak ma repülőtere, több kikötője is van, és a város területén 250000 KW óra teljesítményű atomerőmű is működik.

## Nevezetességek
- Városháza (Rathaus) - 1663-ban épült.
- Danckelmann-palota (Palais Danckelmann). Sylveszter Danckelmann lovag 1446-ban épült reneszánsz stílusú lakóháza.
- Régi egyetem (Alte Universität) -  1697-ben orániai III. Vilmos (Wilhelm) herceg alapította.
- Szent Bonifác templom
- Szent Kereszt templom
- Majális, melyet minden évben 1372 óta megrendeznek. Ezen a helybeli lakosok népviseletben vonulnak fel.

## Galéria

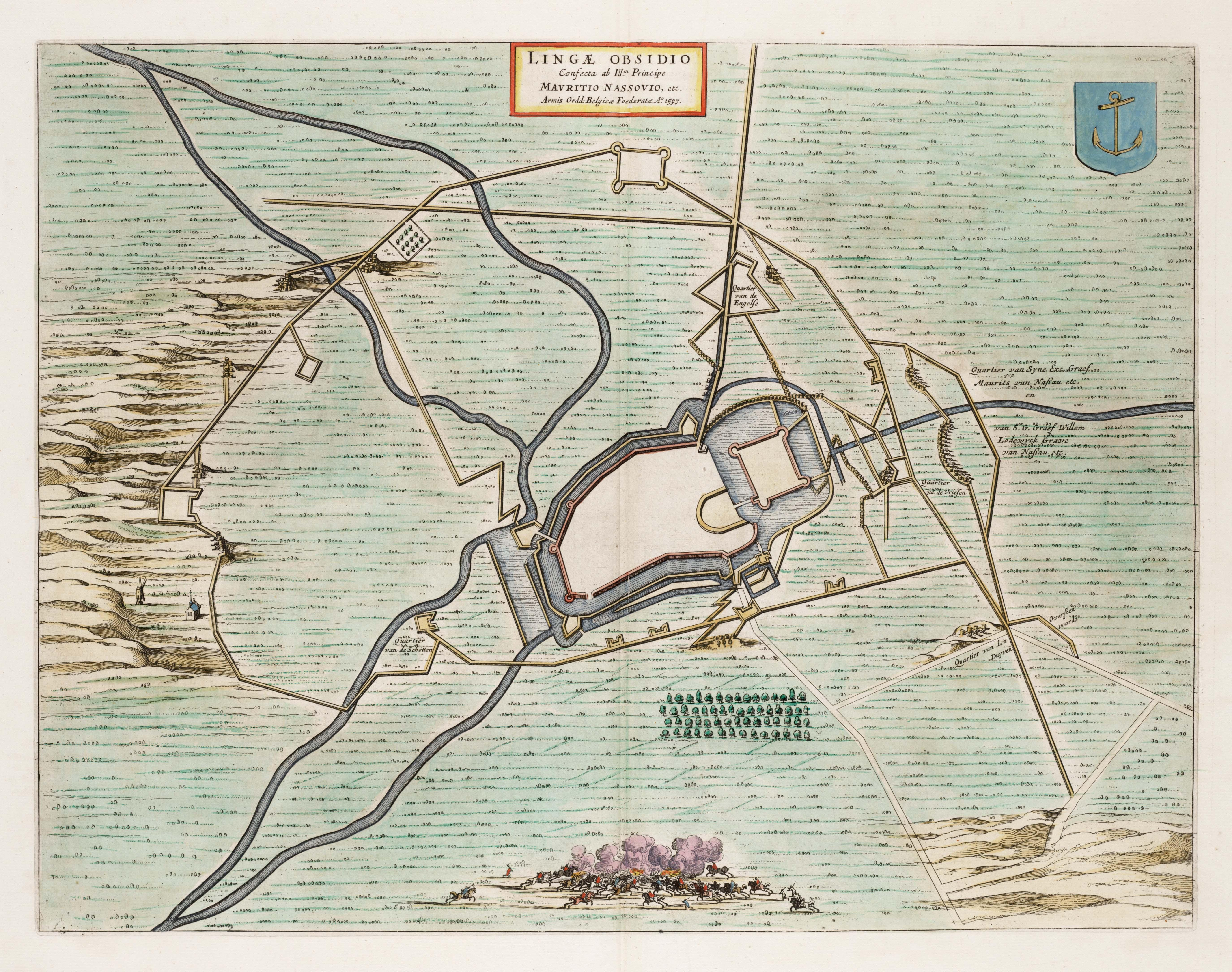
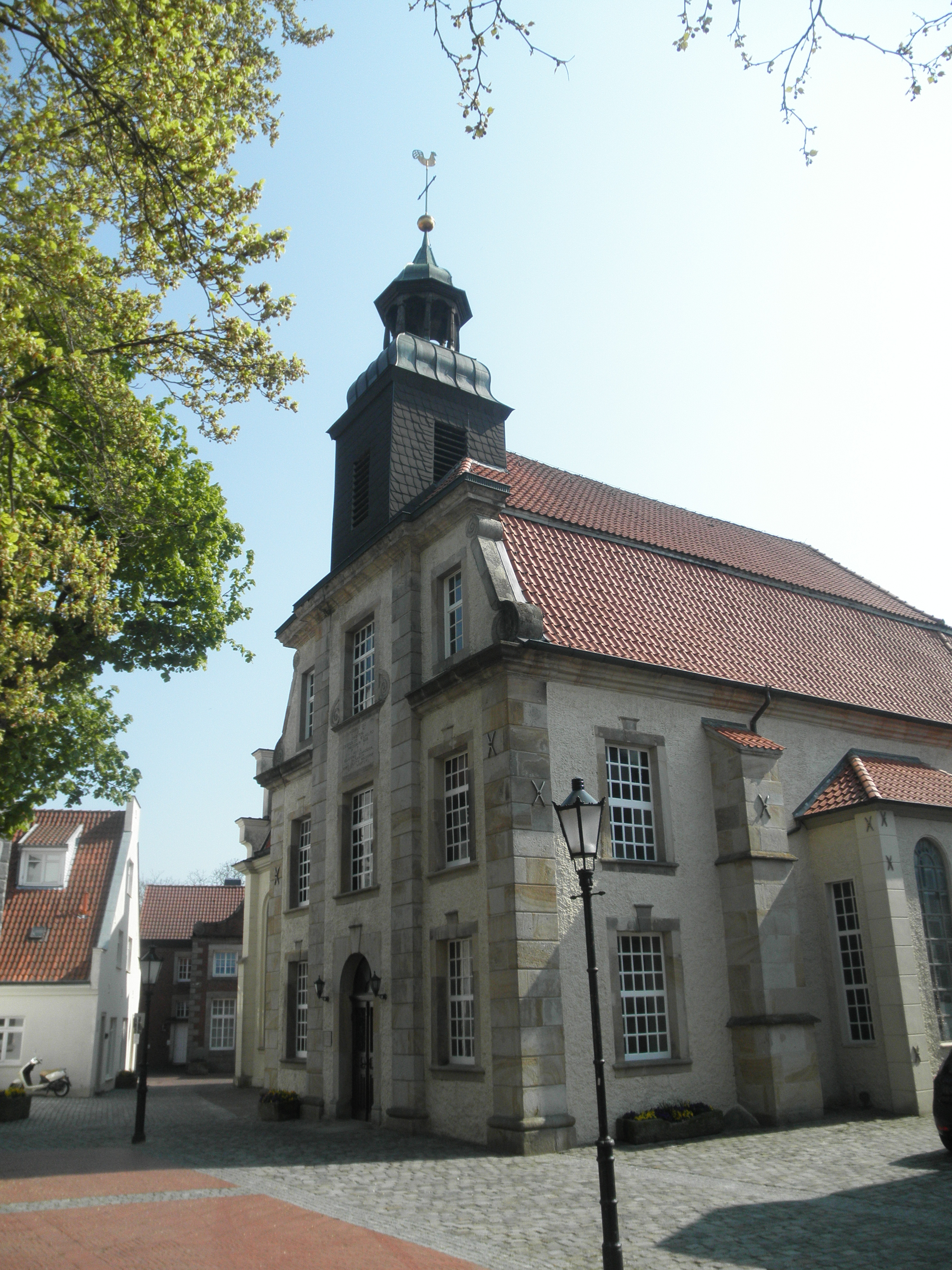
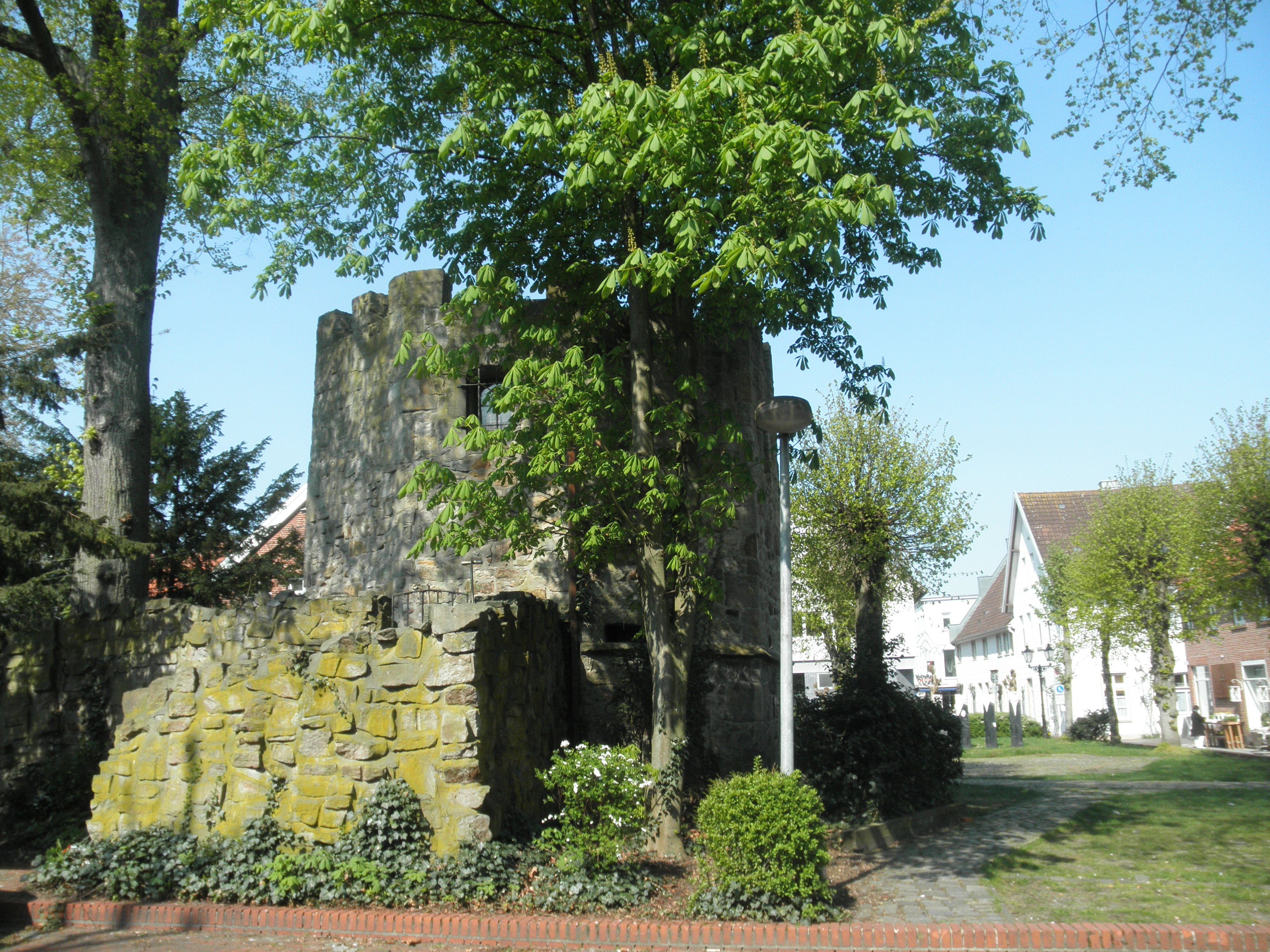
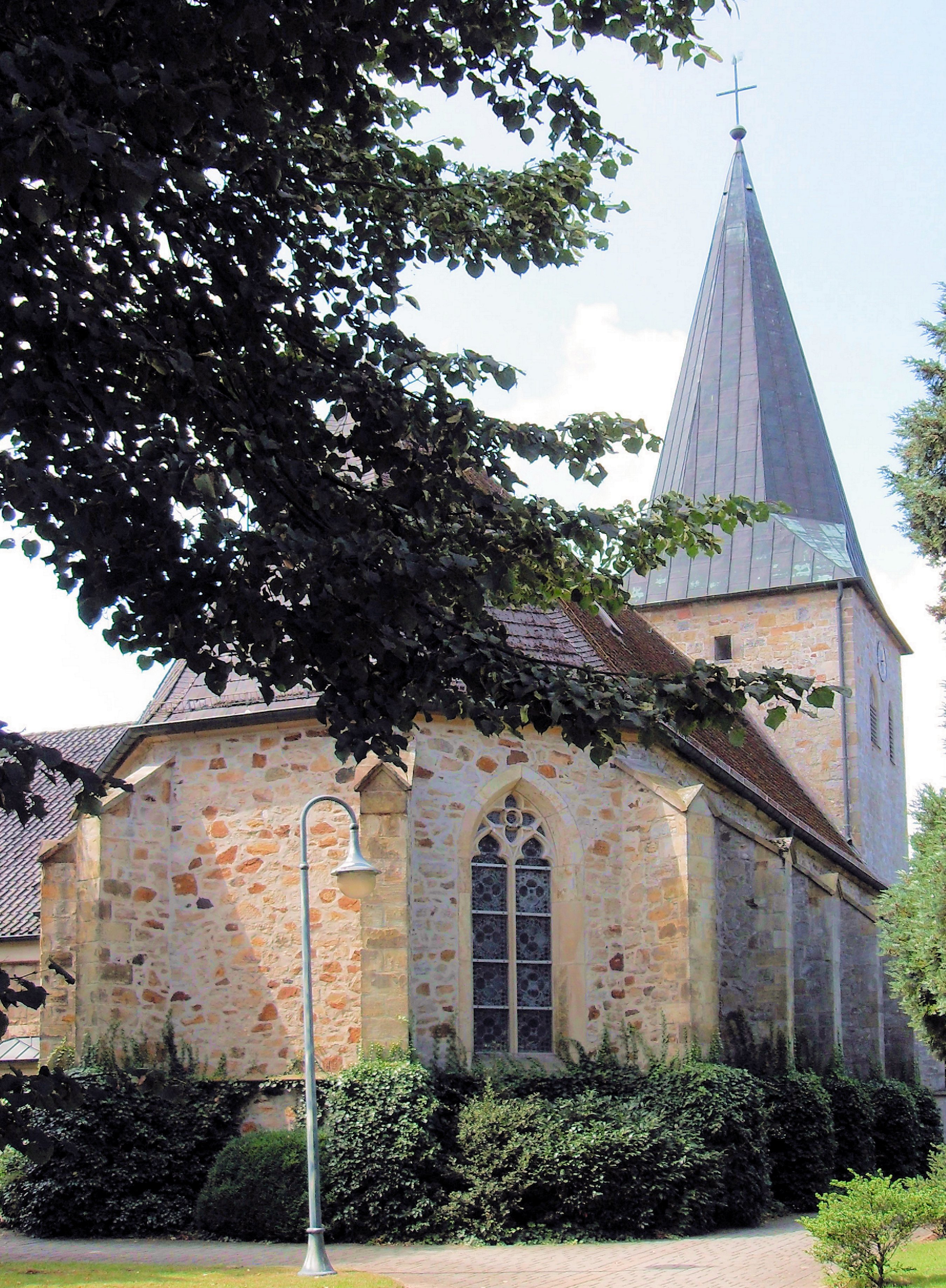
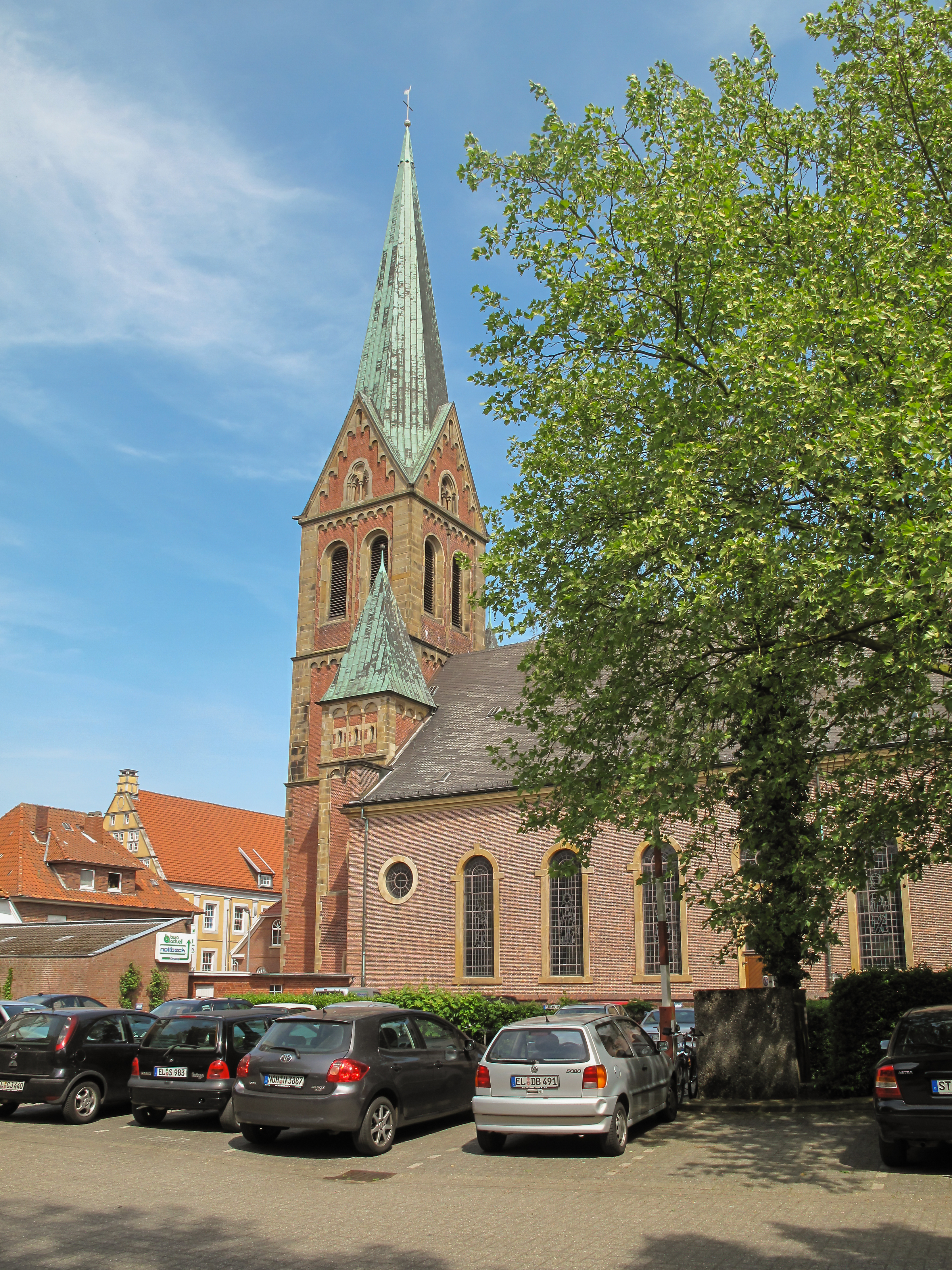
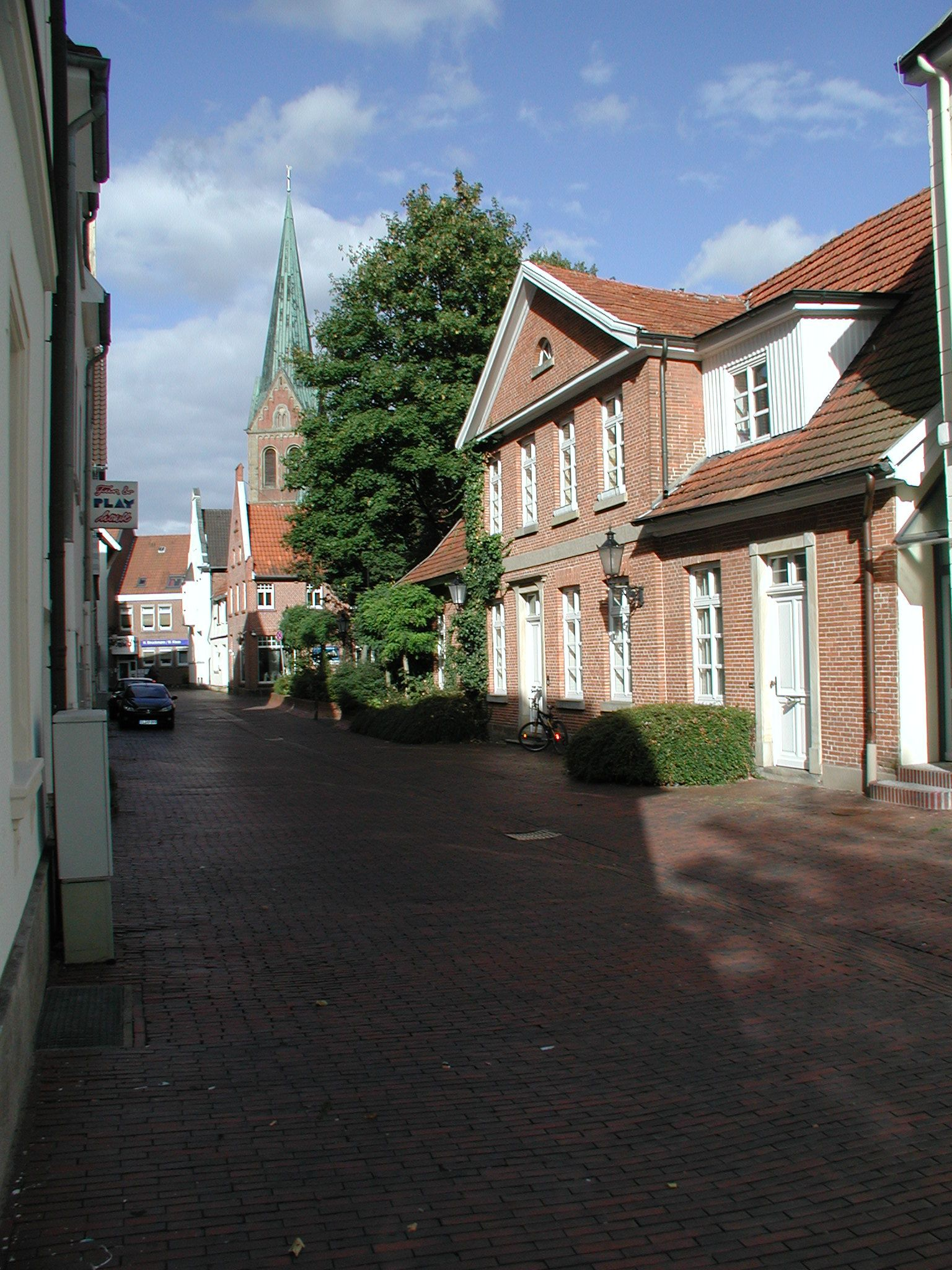
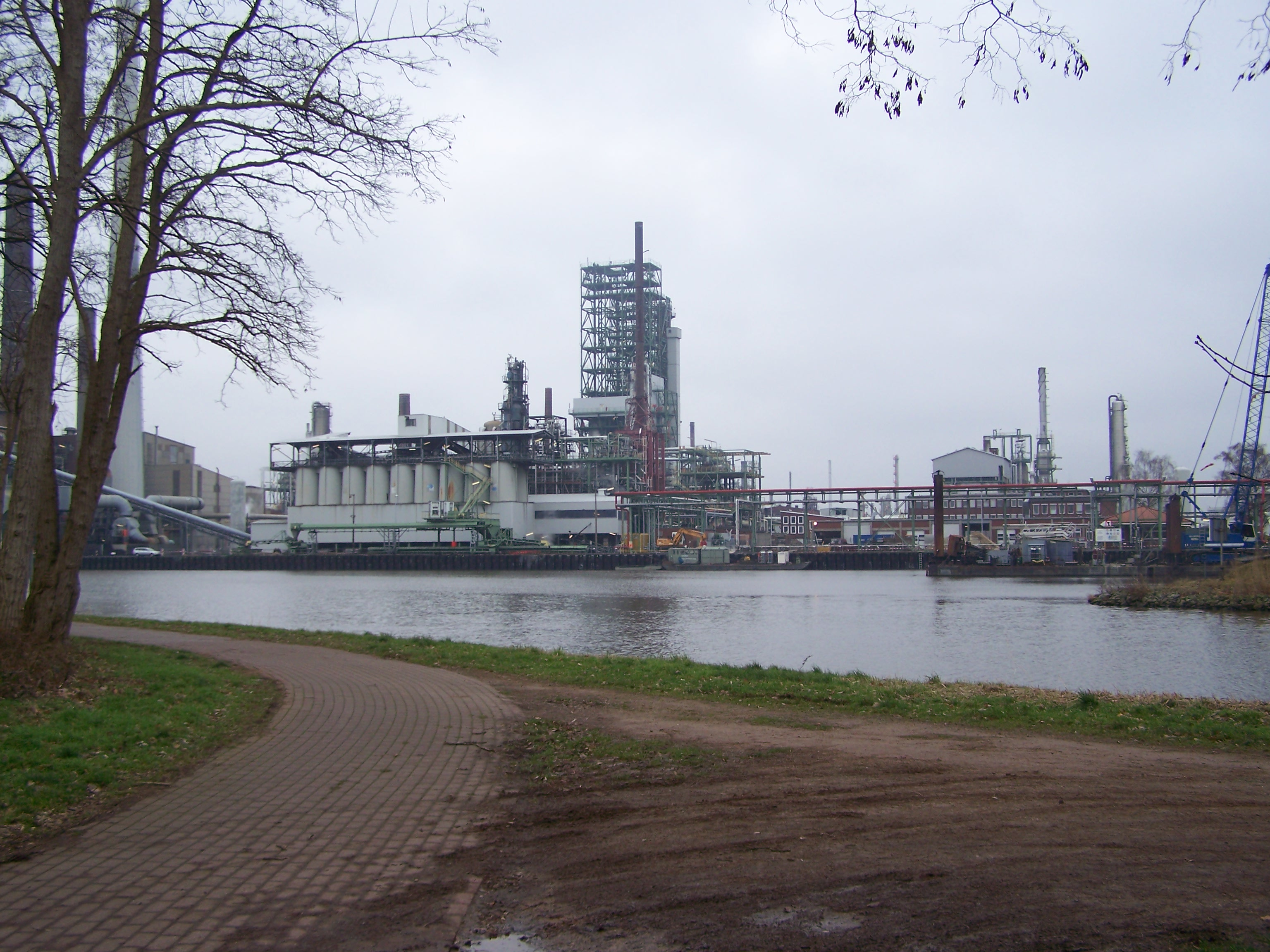
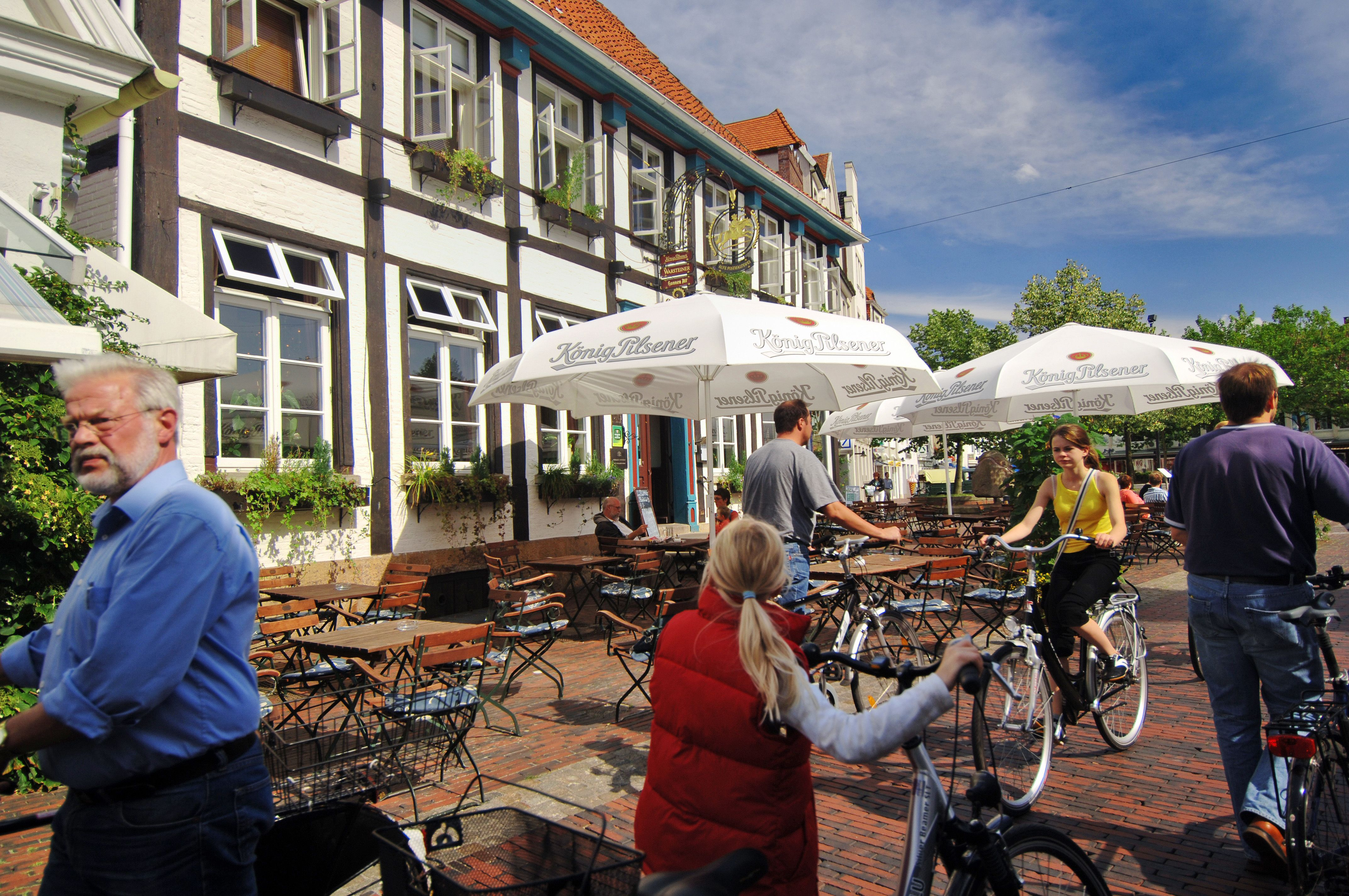